# Maria Sjanina
Maria Aleksandrovna Sjanina, född 1864, död 1920, var en rysk entreprenör.  
Hon var utöver sin affärsverksamhet känd för sin omfattande filantropi, för vilken hon blev hedersmedborgare i staden Omsk. 